# Лазаренко Ростислав Павлович
Ростислав Павлович Лазаренко (позивний «Грім»; нар. 18 червня 1994,           м. Умань, Черкаська область) — український військовий льотчик-штурмовик, заступник командира 299-ї бригади тактичної авіації, полковник Повітряних сил Збройних сил України, учасник російсько-української війни. Кавалер Хреста бойових заслуг (2022), повний лицар ордена Богдана Хмельницького (2022), кавалер ордена «За мужність» III ступеня (2023). Герой України (2023).
Рекордсмен серед пілотів Повітряних сил ЗСУ за кількістю бойових вильотів під час широкомасштабного російського вторгнення, у своєму активі Ростислав Лазаренко має 438 таких польотів.
У червні 2023 року побив рекорд легендарного льотчика Івана Кожедуба, виконавши 336 бойових вильотів.

## Життєпис
Ростислав Лазаренко народився 18 червня 1994 року в місті Умані на  Черкащині.
У 2011 році закінчив Київський військовий ліцей імені Івана Богуна, 2016 —  Харківський національний університет Повітряних сил імені Івана Кожедуба. Зі званням лейтенанта розпочав службу в бригаді тактичної авіації Повітряних сил Збройних сил України. Саме його курс став першим у цьому військовому виші, який під час навчання освоїв бойові літаки.
Під час російсько-українська війни командир авіаційної ескадрильї 299 бригади тактичної авіації Повітряних Сил Збройних Сил України. 
Повномасштабне російське вторгнення в Україну майор Ростислав Лазаренко зустрів у м. Мелітополі, вночі з 23 на 24 лютого 2022 року він був старшим оперативної групи. У перший день ним було знищено колону бронетехніки окупантів в районі селища Чаплинка.
Станом на 6 серпня 2023 року здійснив 382 бойових вильотів, зокрема, 58 — з 18 травня до 1 липня 2022 року.
Станом на 6 грудня 2023 року має 438 бойових вильотів.

## Нагороди
- Звання Герой України з врученням ордена «Золота Зірка» (4 серпня 2023) — за особисту мужність і героїзм, виявлені у захисті державного суверенітету та територіальної цілісності України, самовіддане служіння Українському народу[11][2];
- Хрест бойових заслуг (23 серпня 2022) — за визначні особисті заслуги у захисті державного суверенітету та територіальної цілісності України, самовіддане служіння Українському народу, вірність військовій присязі[12];
- орден Богдана Хмельницького I ступеня (18 травня 2022) — за особисту мужність і високий професіоналізм, виявлені у захисті державного суверенітету та територіальної цілісності України, зразкове виконання військового обов'язку[13];
- орден Богдана Хмельницького II ступеня (20 квітня 2022) — за особисту мужність і високий професіоналізм, виявлені у захисті державного суверенітету та територіальної цілісності України, зразкове виконання військового обов'язку[14];
- орден Богдана Хмельницького III ступеня (22 березня 2022) — за особисту мужність і самовіддані дії, виявлені у захисті державного суверенітету та територіальної цілісності України, вірність військовій присязі[15];
- орден «За мужність» III ступеня (26 лютого 2023) — за особисту мужність і самовідданість, виявлені у захисті державного суверенітету та територіальної цілісності України, вірність військовій присязі[16].

## Військові звання
- майор[8];
- підполковник (2022)[9]
- полковник (2024).